# Ariel Coelho
Ariel da Silva Coelho (Curitiba, 10 de janeiro de 1951 — Rio de Janeiro, 28 de junho de 1999) foi um ator brasileiro.
Morreu em 1999, de um câncer no fígado.

## Filmografia

### No cinema
- O Quinto Macaco (1990) - Pastor
- Moon Over Parador (1988) - Paulo
- Eternamente Pagu (1988) [1]
- Where the River Runs Black (1986) - Francisco[1]
- As Sete Vampiras (1986) - Frederico Rossi[1]
- Por Incrível Que Pareça (1986)[1]
- The Emerald Forest (1985) - Padre Leduc[1]
- Urubus e Papagaios (1985)
- Brás Cubas (1985)[1]
- O Cavalinho Azul (1984)[1]
- O Cangaceiro Trapalhão (1983) - Villas Boas[1]
- Um Sedutor Fora de Série (1983)[1]
- Índia, a Filha do Sol (1982)[1]

### Na televisão
- 1999 - Zorra Total - Abílio[3]
- 1999 - Chiquinha Gonzaga - Conde de Sacadura
- 1998 - A Turma do Didi - Lacaio do Rei
- 1998 - Malhação - Danilo Marques
- 1997 - Salsa e Merengue - Delegado
- 1996 - Chico Total - Dr. Logullo / Telma
- 1996 - O Fim do Mundo - Irana
- 1995 - Decadência
- 1995 - Engraçadinha... Seus Amores e Seus Pecados - Amigo do Dr. Odorico
- 1994 - Incidente em Antares - Alambique
- 1994 - Confissões de Adolescente - André Franco
- 1991 - O Fantasma da Ópera - Otávio Pimenta
- 1991 - Floradas na Serra - Gumercindo
- 1987 - Sassaricando - Maître
- 1987 - Corpo Santo - Aderbal
- 1986 - Tudo ou Nada - Honório
- 1985 - Tudo em Cima
- 1985 - Tamanho Família - Bóris Grushin Kovski
- 1984 - Marquesa de Santos - Roque
- 1983 - Parabéns pra Você - Torquato
- 1981 - O Amor É Nosso - Pé na Cova (Floriano)